# Chiavari Scherma Associazione Sportiva Dilettantistica
La Chiavari Scherma Associazione Sportiva Dilettantistica è una società sportiva di Chiavari, la cui squadra femminile milita in Serie A1.

## Storia
La società venne fondata nel 1967 dal maestro Antonio Lo Mele, sergente dell'Aeronautica Militare, in una città in cui precedentemente la scherma era stata pratica dalla Pro Chiavari.
Tra i suoi maestri vi è Giacomo Falcini, cresciuto sportivamente nella società e - mentre era in forze al Centro Sportivo Carabinieri - vincitore di alcuni titoli internazionali, tra i quali la medaglia di bronzo nella spada a squadre ai campionati europei di scherma del 2003.
Negli anni la società ha organizzato numerosi eventi, tra cui il Campionato Italiano Giovani nel 1991 e 1996, la Prova Nazionale Master nel 2015 e 2016 ed i Campionati Europei Master nel 2017. Sempre nel 2017 è stata insignita dal Comitato olimpico nazionale italiano della Stella d'oro al merito sportivo.

## Presidenti
La Chiavari Scherma ha avuto 7 presidenti.
- Antonio Pandolfi
- Giuseppe Romeo
- Nicola Boletto
- Renzo Romiti
- Enzo Giulianelli
- Roberto Signorini
- Nicola Orecchia